# Турік (округа Ружомберок)
Турік (словац. Turík) — село, громада округу Ружомберок, Жилінський край. Кадастрова площа громади — 30.71 км².
Населення 254 особи (станом на 31 грудня 2018 року).

## Географія
Протікає потік Турік.

## Історія
Турік згадується 1278 року.

## Населення
| Рік:            | 1994. | 2004.   | 2014.   | 2024.    |
| --------------- | ----- | ------- | ------- | -------- |
| Кількість осіб: | 204   | 218     | 232     | 300      |
| Різниця:        |       | +6,86 % | +6,42 % | +29,31 % |

| Рік:            | 2023. | 2024.   |
| --------------- | ----- | ------- |
| Кількість осіб: | 304   | 300     |
| Різниця:        |       | -1,31 % |